# Dicastère pour les causes des Saints
Pour les articles homonymes, voir CCS.
Le Dicastère pour les causes des Saints (en latin : Dicasterium de Causis Sanctorum) s’occupe de tout ce qui concerne les causes de béatification et de canonisation de l'Église catholique.
Il examine les actes des causes, vérifie que la procédure a été suivie et exprime un jugement sur le fond des causes afin de les soumettre au pape qui décidera de procéder ou non à la béatification ou canonisation.
Il est également chargé de la procédure pour vérifier et déclarer l’authenticité des reliques, ainsi que pour garantir leur conservation.

## Historique et évolution du nom
Le 22 janvier 1588 le pape Sixte V afin de contrôler le culte et traiter la canonisation des saints, adopte la bulle pontificale « Immensa aeterni Dei », qui crée la « Congrégation des Rites » et lui confie la mission de réglementer l'exercice du culte divin et de s'occuper des causes des Saints (ces deux compétences sont confiées à la même congrégation dans la mesure où les causes des Saints se concluent par l'introduction d'une personne dans le culte de l'Église - Martyrologe romain).
À la suite de la réforme liturgique décrétée par le concile Vatican II, le pape Paul VI par la constitution apostolique « Sacra Rituum Congregatio » décide de diviser la « Congrégation des rites » en deux congrégations distinctes ; la Congrégation pour le culte divin et la Congrégation pour les causes des Saints.
La Congrégation pour les causes des Saints se voit confier compétence pour tout ce qui concerne la béatification des serviteurs de Dieu, la canonisation des bienheureux, et la conservation des reliques. Elle est composée de trois offices. Le premier office est chargé du juridique (examiner les demandes envoyées, ouvrir des enquêtes sûres de prétendus miracles et décide si la cause peut être introduite), le deuxième office est celui du promoteur général de la Foi, et le troisième office est charge de l'aspect historique,.
Le 19 mars 2022 le pape François par la constitution apostolique « Praedicate evangelium » qui réforme la Curie romaine, change le nom de la congrégation. La « Congrégation pour les causes des Saints » devient le « Dicastère pour les causes des Saints ».

## Fonctionnement

### Rôle
Le Dicastère pour les causes des Saints est l'un des organismes constitutifs de la Curie romaine qui permet au pape d'exercer son « pouvoir ordinaire, suprême, plénier, immédiat et universel » sur l'Église catholique.
Il est chargé d'administrer l'ensemble des processus de béatification et canonisation des saints. À sa tête se trouvent un cardinal préfet aidé d'un secrétaire. La congrégation compte en tout trente-quatre membres, un promoteur de la foi, cinq rapporteurs et quatre-vingt-trois consulteurs. Le dicastère peut solliciter l'aide et l'expertise de professionnels dans tous les domaines (ex. médecins).
D'après la constitution apostolique Pastor Bonus, la congrégation est chargée de « traiter tout ce qui, selon la procédure établie, conduit à la canonisation des serviteurs de Dieu ».
Son rôle est donc d'instruire les cas potentiels de canonisation, d'examiner les propositions, de déterminer avec certitude qu’un fidèle défunt a vécu à un degré de sainteté et que sa cause peut être soumise au pape pour qu'il soit proposé comme exemple aux chrétiens.
Le Dicastère intervient avec celui pour la doctrine de la Foi sur l’attribution du titre de Docteur de l'Église à un saint.
Enfin, il examine l'authenticité des reliques des défunts, garantit leur conservation et autorise leur exposition et leur translation.

### Procédure
Les demandes de canonisation sont adressées par un postulateur à l'évêque du diocèse où est décédé la personne que l'on veut présentée comme chrétiennement exemplaire. Après enquête l'évêque peut s'il le juge opportun peut transmettre la demande au Dicastère pour les causes des Saints, qui mènera des investigations supplémentaires.

### Reconnaissance d'un miracle
Les étapes de la reconnaissance du miracle obtenu par l'intercession de la personne concernée suivent une réglementation fixée en 1983 par la constitution apostolique Divinus Perfectionis Magister. Ce document distingue trois types de miracles : miracle quant à la substance : résurrection des morts (quoad substantiam) ; miracle quant au sujet : guérison progressive d'un état jugé incurable (quoad subjectum) ; miracle quant au mode : guérison instantanée (quoad modum).
Une assemblée médicale examine l'ensemble des situations présentées comme miraculeuses.
De 1814 à 2020, plus de 3 500 causes de canonisation sont parvenues à la Congrégation, parmi lesquelles 507 ont abouti à une canonisation.

## Préfets du dicastère
Liste des préfets successifs du Dicastère pour les causes des Saints.
L'actuel préfet est le cardinal Marcello Semeraro. Nommé pour un mandat de cinq ans renouvelable.
| Nom (dates)                                          | Nom (dates)                         | Titre cardinalice                                                                                                  | Dates                                | Autres fonctions / remarques | Pape (Pontificat)           |
| ---------------------------------------------------- | ----------------------------------- | --- | ------------------------------------ | --- | --------------------------- |
|                                                      | Paolo Bertoli (1908 - 2001)         | Cardinal-diacre de San Girolamo della Carità                                                                       | 7 mai 1969 1er mars 1973             | – | Saint Paul VI (1963 - 1978) |
|                                                      | Luigi Raimondi (1912 - 1975)        | Cardinal-diacre de San Biagio e Carlo ai Catinari                                                                  | 21 mars 1973 24 juin 1975            | – | Saint Paul VI (1963 - 1978) |
|                                                      | Corrado Bafile (1903 - 2005)        | Archevêque titulaire d'Antioche-de-Pisidie (de) (1960 - 1976)                                                      | 18 juillet 1975 27 juin 1980         | – | Saint Paul VI (1963 - 1978) |
| Cardinal-diacre de Santa Maria in Portico Campitelli | Corrado Bafile (1903 - 2005)        | | 18 juillet 1975 27 juin 1980         | – | Saint Paul VI (1963 - 1978) |
| Jean-Paul Ier (1978)                                 | Corrado Bafile (1903 - 2005)        | | 18 juillet 1975 27 juin 1980         | – |                             |
| Saint Jean-Paul II (1978 - 2005)                     | Corrado Bafile (1903 - 2005)        | | 18 juillet 1975 27 juin 1980         | – |                             |
|                                                      | Pietro Palazzini (1912 - 2000)      | Cardinal-diacre de San Girolamo della Carità (1974-1983) Cardinal-prêtre pro hac vice de San Girolamo della Carità | 27 juin 1980 1er juillet 1988        | – |                             |
|                                                      | Angelo Felici (1919 - 2007)         | Cardinal-diacre de Santi Biagio e Carlo ai Catinari                                                                | 1er juillet 1988 13 juin 1995        | – |                             |
|                                                      | Alberto Bovone (1922 - 1998)        | Archevêque titulaire de Césarée-en-Numidie (de) (1984 - 1998)                                                      | 13 juin 1995 17 avril 1998           | – |                             |
| Cardinal-diacre de Ognissanti in Via Appia Nuova     | Alberto Bovone (1922 - 1998)        | | 13 juin 1995 17 avril 1998           | – |                             |
|                                                      | José Saraiva Martins, C.M.F. (1932) | Archevêque titulaire de Thuburnica (de) (1988 - 2001)                                                              | 30 mai 1998 9 juillet 2008           | – |                             |
| Cardinal-diacre de Nostra Signora del Sacro Cuore    | José Saraiva Martins, C.M.F. (1932) | | 30 mai 1998 9 juillet 2008           | – |                             |
| Benoît XVI (2005 - 2013)                             | José Saraiva Martins, C.M.F. (1932) | | 30 mai 1998 9 juillet 2008           | – |                             |
|                                                      | Angelo Amato (1938 - 2024)          | Archevêque titulaire de Sila (2002 - 2010)                                                                         | 9 juillet 2008 31 août 2018          | – |                             |
| Cardinal-diacre de Santa Maria in Aquiro             | Angelo Amato (1938 - 2024)          | | 9 juillet 2008 31 août 2018          | – |                             |
| François (2013 - 2025)                               | Angelo Amato (1938 - 2024)          | | 9 juillet 2008 31 août 2018          | – |                             |
|                                                      | Angelo Becciu (1948)                | Cardinal-diacre de San Lino                                                                                        | 1er septembre 2018 24 septembre 2020 | Démissionne |                             |
|                                                      | Marcello Semeraro (1947)            | Archevêque ad personam (2020)                                                                                      | 15 octobre 2020 En cours             | Administrateur apostolique de Santa Maria di Grottaferrata (Italo-Albanese) (2013 - ) Administrateur apostolique d'Albano (2020 - 2021) |                             |
| Cardinal-diacre de Santa Maria in Domnica            | Marcello Semeraro (1947)            | | 15 octobre 2020 En cours             | Administrateur apostolique de Santa Maria di Grottaferrata (Italo-Albanese) (2013 - ) Administrateur apostolique d'Albano (2020 - 2021) |                             |
| Léon XIV (2025 - )                                   | Marcello Semeraro (1947)            | | 15 octobre 2020 En cours             | Administrateur apostolique de Santa Maria di Grottaferrata (Italo-Albanese) (2013 - ) Administrateur apostolique d'Albano (2020 - 2021) |                             |